# Frederick Treves

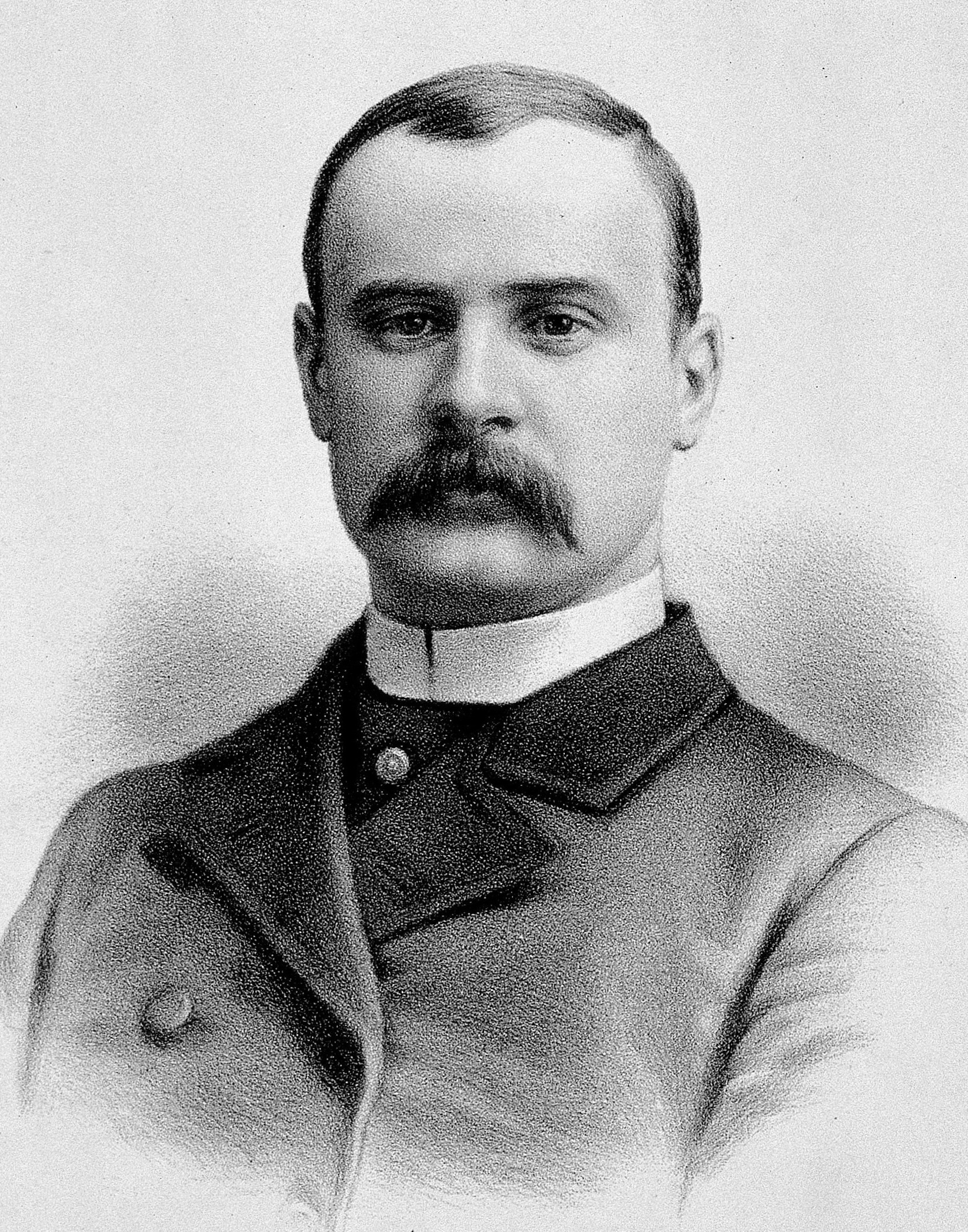
Frederick Treves

Frederick Treves (Dorchester (Engeland), 15 februari 1853 – Lausanne (Zwitserland), 7 december 1923) was een arts in het Royal London Hospital aan het eind van de negentiende eeuw en begin twintigste eeuw. Trevis werd vooral bekend vanwege zijn vriendschap met Joseph Merrick, beter bekend als the Elephant Man en voor het uitvoeren van de eerste blindedarmoperatie in Groot-Brittannië (29 juni 1888). Zijn bekendste patiënt was koning Eduard VII, vlak voor zijn kroning in 1901.